# Protoita noyesi
Protoita noyesi — викопний вид дрібних перетинчастокрилих комах вимерлої родини Protoitidae, що існував у ранній крейді. Описаний у 2023 році зі зразка самиці, що знайдена в ліванському бурштині.

## Назва
Вид названо на честь британського ентомолога Джона Нойса за його внесок у вивчення хальцидоїдних їздців.

## Опис
Дрібна комаха, завдовжки 0,876 мм. Самиця відрізняється від інших видів роду такою комбінацією ознак: потилиця вдавлена відносно тімені; антенний джгутик (флагеломер) 8–12 з мікроворсинками на вентральній частині; оболонки яйцеклада розширені в середині перед звуженням дистально.